# Wolfgang Hofmann (Komponist)
Wolfgang Hofmann (* 6. September 1922 in Karlsruhe; † 19. März 2003 in Mannheim) war ein deutscher Geiger, Komponist und Dirigent.

## Jugendjahre und Studium
Wolfgang Hofmann war Sohn des Klarinettisten Hermann Hofmann (* 1889 in Frankfurt am Main), den einst Wilhelm Furtwängler als Soloklarinettisten an das Gewandhausorchester Leipzig berufen hatte. So wuchs Wolfgang Hofmann in Leipzig auf.
Seinen ersten Klavierunterricht erhielt Wolfgang Hofmann im Alter von fünf Jahren beim Vater. Ein Jahr später begann er mit Violinunterricht bei Emil Kolb. Mit elf Jahren kam Tonsatzunterricht bei Hans Lindner hinzu. In diese Zeit fallen auch erste Kompositionsübungen, die aber sein Tonsatzlehrer mit dem Argument verbot, man müsse erst den vierstimmigen Satz so gut beherrschen wie Johann Sebastian Bach, bevor man sich an eigenen Kompositionen versuchen dürfe, so dass der Vater für neue Lehrer sorgte. Diese waren von besonderer Qualität: Rudolf Kempe (Klavier), zu dieser Zeit noch Solo-Oboist im Gewandhausorchester, der sich selbst auf seine Dirigentenlaufbahn vorbereitete, Kurt Stiehler (Violine), damals Konzertmeister des Gewandhausorchesters, später Professor in München, und Dr. Reinhard Oppel (Tonsatz, Musikgeschichte).

## Orchester- und Solistenjahre
Schon im jugendlichen Alter trat Hofmann als Solist auf. Mit 17 Jahren bekam er eine Stelle als Geiger im Gewandhausorchester, das damals von Hermann Abendroth geleitet wurde. Er wurde aber gleich 1939 zum Kriegsdienst eingezogen und musste deshalb seine Musikerlaufbahn acht Jahre lang unterbrechen.
Während der französischen Kriegsgefangenschaft am Rande der Sahara allerdings hatten die dort gefangen gehaltenen Offiziere eine Lageruniversität gegründet, an der neben Geschichte, Jura, Mathematik, Naturwissenschaften, Architektur und Sprachwissenschaften auch Musik bei Wolfgang Hofmann studiert werden konnte. Vom Roten Kreuz wurden Instrumente gestellt. Hofmann dirigierte einen Lagerchor, gründete ein Lagerorchester, machte Kammermusik, gab Violin- und Theorieunterricht und war als Kirchenmusiker für beide Konfessionen tätig. Wolfgang Hofmann komponierte in dieser Zeit zum Beispiel ein Quintett für 2 Violinen, Viola, Violoncello und Flöte, 2 Kurzopern und auch eine katholische Messe. Alle diese Werke erlebten ihre Uraufführungen im Gefangenenlager am Rande der Wüste Sahara.
Erst nach Kriegsende und Rückkehr aus der Kriegsgefangenschaft 1948 fand er Stellen als Geiger in den Orchestern von Kaiserslautern und Darmstadt – ab 1955 als Konzertmeister im Mozarteumorchester Salzburg. Er war damals auch Mitglied im Mozarteum-Quartett. Mit diesem Orchester, dem Mozarteum-Quartett und auch als Solist bereiste er in den folgenden Jahren Europa, Nordamerika und Afrika.

## Dirigent und Komponist
Gestützt auf seine langjährigen Orchestererfahrungen wurde Wolfgang Hofmann 1959 Dirigent. Er übernahm die musikalische Leitung des Kurpfälzischen Kammerorchesters in Mannheim. Dieses Orchester leitete er fast drei Jahrzehnte lang bis zum 1. Oktober 1987. In dieser Zeit eroberte sich Hofmann die Konzertsäle im In- und Ausland, sowie viele deutsche und ausländische Rundfunkanstalten mit Programmen, die neben dem bekannten Kammerorchesterrepertoire immer wieder eigene Kompositionen enthielten. Außer eigenen Kompositionen widmete sich Wolfgang Hofmann intensiv der Ausgrabung und Bearbeitung zahlreicher Werke der Mannheimer Schule. 1968, nach dem Tod von Karl Ristenpart, arbeitete Hofmann für einige Jahre auch mit dem Kammerorchester des Saarländischen Rundfunks, mit dem er auch öfters im Fernsehen musizierte. 1973 verlieh ihm der Kultusminister von Rheinland-Pfalz die höchste kulturelle Auszeichnung des Landes, die Peter-Cornelius-Plakette.
In der Komposition entwickelte Hofmann seinen eigenen Personalstil, der allein "das Komponieren über das Kunsthandwerk hinaushebt" (Hofmann in seinem Buch Goldener Schnitt und Komposition, Heinrichshofen-Verlag).
Von 1987 bis zu seinem Tod im Jahr 2003 arbeitete Wolfgang Hofmann als freischaffender Komponist in Mannheim.
Anlässlich seines 75. Geburtstages veröffentlichte er heitere und kritische Betrachtungen über die Musik dieses Jahrhunderts in seinem Buch Divertissement.
1992 wurde die Wolfgang Hofmann Stiftung gegründet, die an Hochschulen und Musikschulen Wettbewerbe ausschreibt und sich so um die Förderung des musikalischen Nachwuchses bemüht.

## Kompositionen
Auswahl aus den insgesamt ca. 360 Werken; aus: Eduard Wolff, Wolfgang Hofmann Werkverzeichnis. „res severa verum gaudium“, Florian Noetzel (Hinrichshofen-Bücher), Wilhelmshaven 1992:
- H51A Sonate in A für Violine und Klavier
- H52A „Alles ist Kismet“. Heitere Oper in zwei Bildern aus dem Reiche von Hārūn ar-Raschīd
- H52B Trio in C für Flöte, Violine und Viola
- H53A Concertino in Es für Klavier und Orchester
- H53B Streichquartett in C
- H53C Sonatine in H für zwei Klaviere
- H54A Quartett in G für Klavier, Klarinette in B, Violine und Violoncello
- H63B Concertino für Violine und Orchester
- H94K Sonatine für Klavier (für die rechte Hand), geschrieben für Norbert Nohe
- Kleine Sinfonie für Zupforchester